# Anthony Scaramucci
Anthony Scaramucci (Port Washington, 6 gennaio 1964) è un imprenditore e politico statunitense, per breve tempo (dal 21 luglio al 31 luglio 2017) Direttore delle Comunicazioni della Casa Bianca.
Scaramucci è un finanziere che ha lavorato presso le divisioni di investment banking, azioni e gestione patrimoniale privata di Goldman Sachs tra il 1989 e il 1996. Dopo aver lasciato Goldman Sachs, ha fondato Oscar Capital Management e nel 2005 SkyBridge Capital, un hedge fund.
Dopo pochi giorni dall'inizio del lavoro alla Casa Bianca, Scaramucci ha provocato polemiche per avere lanciato un attacco con parole forti contro i membri dell'amministrazione Trump in un'intervista con Ryan Lizza del New Yorker, intervista che lui credeva fosse ufficiosa. Dieci giorni dopo la sua nomina, è stato licenziato dal nuovo capo di stato maggiore della Casa Bianca, John F. Kelly, su raccomandazione del presidente Donald Trump. Da allora è stato critico nei media nei confronti di Trump e ha espresso il suo sostegno a Joe Biden nelle elezioni del 2020 e del 2024.

## Biografia
Scaramucci è nato in una famiglia italo-americana nel gennaio 1964 a Port Washington, nello Stato di New York. È il figlio di Marie DeFeo Scaramucci e Alessandro Scaramucci, un operaio edile. Suo nonno paterno, Alessandro Scaramucci, emigrò negli Stati Uniti da Gualdo Tadino, in Umbria. Ha avuto un'educazione borghese ed è il primo della sua famiglia ad avere frequentato il college. Ha un fratello maggiore, David, e una sorella, Susan.
Scaramucci si diplomò nel 1982 alla Paul D. Schreiber Senior High School di Port Washington, dove fu anche presidente del consiglio studentesco. Ha conseguito una laurea in economia presso la Tufts University e un master presso la Harvard Law School, dove ha collaborato, tra gli altri, con il futuro presidente Barack Obama, il futuro vice procuratore generale Rod Rosenstein e il futuro giudice della corte suprema Neil Gorsuch. Scaramucci attribuisce al tempo trascorso alla Harvard Law School il ruolo di trampolino di lancio per la sua carriera nella finanza. Scaramucci non ha mai esercitato la professione legale.

## Carriera nella finanza
Scaramucci ha iniziato la sua carriera in Goldman Sachs nel 1989, nella divisione Investment Banking. Un anno dopo fu licenziato, per poi essere riassunto due mesi più tardi nella divisione Azioni. Nel 1993 è diventato vicepresidente della divisione Private Wealth Management della banca.

### Oscar Capital Management
Scaramucci lasciò Goldman nel 1996 per lanciare Oscar Capital Management con il suo collega Andrew Boszhardt. Nel 2001, Oscar Capital è stata venduta a Neubenrger Berman che a sua volta l'ha venduta nel 2003 a Lehman Brothers. Nell'azienda Scaramucci ha ricoperto il ruolo di amministratore delegato nella divisione Investment Management.

### SkyBridge Capital
Nel 2005, Scaramucci ha fondato SkyBridge Capital, un hedge fund specializzato in investimenti alternativi. Ha presieduto la "SkyBridge Alternatives Conference" (o conferenza "SALT") lanciata nel 2009. SALT ospita il suo evento annuale di punta a Las Vegas e un evento internazionale in autunno/inverno. SALT ha ospitato grandi conferenze anche a Singapore, a Tokyo e, più recentemente, ad Abu Dhabi.
Nel 2011, Scaramucci ha ricevuto il premio "Ernst & Young Entrepreneur of the Year Award" di New York nella categoria Servizi finanziari, e nel 2016 si è classificato 85° nella classifica "Power 100: The 100 Most Powerful People in Global Finance" della rivista Worth.
Nel maggio 2014, SkyBridge ha concesso in licenza i diritti di Wall Street Week, un programma di notizie televisive finanziarie precedentemente ospitato da Louis Rukeyser su PBS. Scaramucci ha condotto lo spettacolo. I diritti di trasmissione sono stati trasferiti alla Fox Broadcasting Company nel 2016.
Il 17 gennaio 2017, SkyBridge ha annunciato la vendita della maggioranza a RON Transatlantic EG e HNA Capital (US) Holding, un conglomerato cinese con stretti legami con il Partito comunista cinese. Con l'annuncio, Scaramucci si è dimesso dal suo ruolo di co-management e ha posto fine alla sua affiliazione con SkyBridge e SALT. Nell'aprile 2018, è stato annunciato che Scaramucci sarebbe tornato a SkyBridge dopo che l'accordo con HNA Group era fallito a causa della mancata approvazione da parte del Comitato per gli investimenti esteri negli Stati Uniti.
A marzo 2023 il patrimonio di Skybridge era sceso a circa 2 miliardi di dollari da un picco di 9 miliardi di dollari nel 2015. Gli investitori hanno perso circa il 30% del loro valore dall'inizio del 2020 fino a marzo 2023, il 39% nel calendario 2022. Il fondo aveva ridotto la capacità degli investitori a ritirare fondi e ridurre il personale.

## Attività politiche

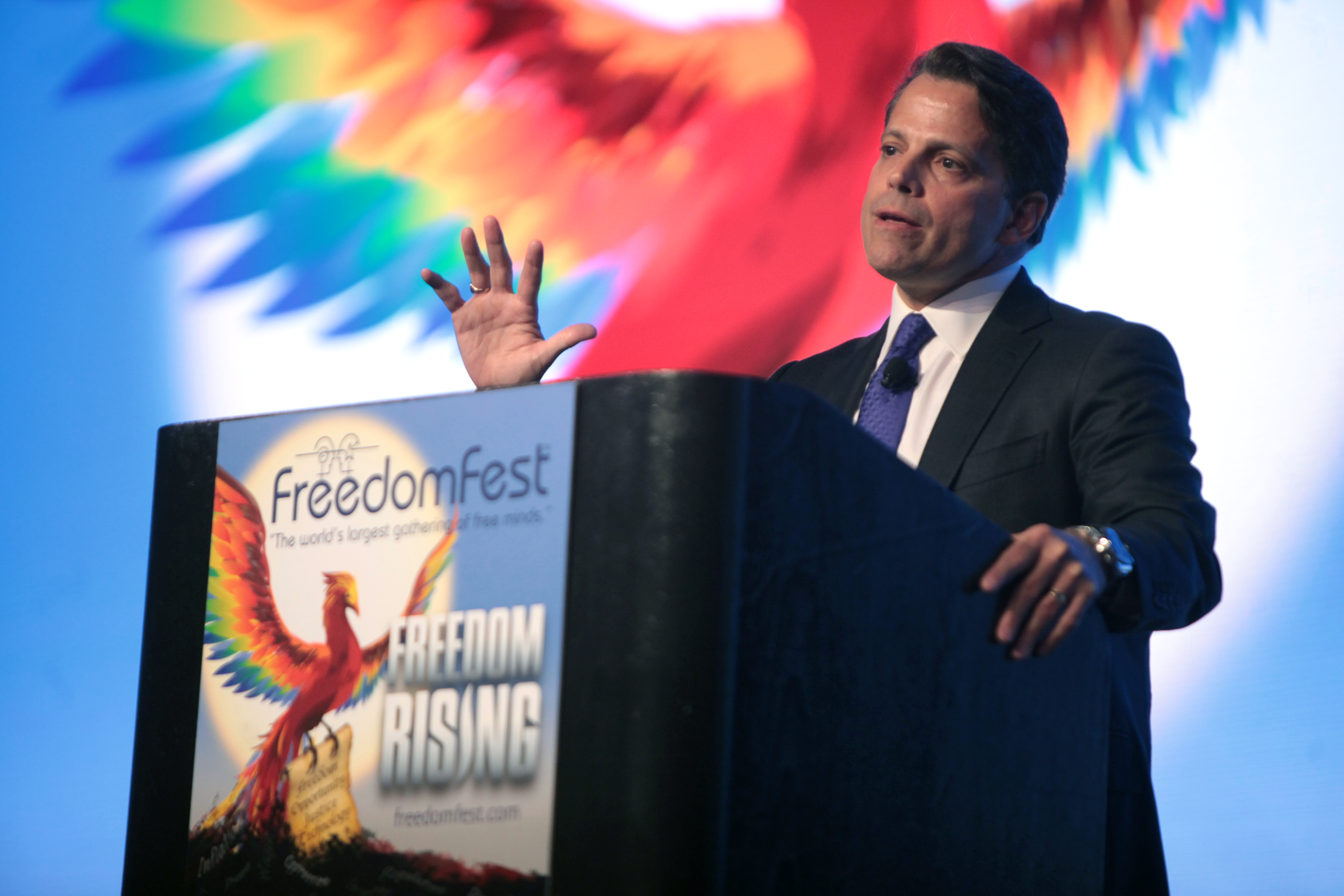
Scaramucci al FreedomFest 2016

### Prima del 2016
Scaramucci ha sostenuto le campagne presidenziali di Hillary Clinton e Barack Obama raccogliendo anche fondi. Nel settembre 2010, tuttavia, ha chieesto a Obama, durante un evento della CNBC, quando avrebbe "smesso di colpire Wall Street come una piñata". Scaramucci ha twittato più volte di essere "sempre a favore di leggi forti sul controllo delle armi" e di pensare che "i repubblicani dovrebbero sostenere il matrimonio gay". È stato copresidente delle finanze nazionali per la campagna presidenziale di Mitt Romney del 2012.
Nel 2015, in un'apparizione televisiva su Fox Business Network, ha definito Trump un "politico hacker" la cui retorica è "antiamericana e molto, molto divisiva". Ha inoltre avvertito Trump di "darci un taglio adesso" e di "fermare tutta questa folle retorica". Nel dicembre 2015, Scaramucci ha criticato la richiesta di Trump per un muro di confine tra Messico e Stati Uniti. Ha anche criticato Trump per "aver commesso l'errore fondamentale di cercare di incolpare tutto l'Islam e tutti i musulmani per quelle che sono l'ideologia e le azioni di una minoranza".
In vista delle elezioni del 2016, Scaramucci ha dichiarato in un tweet di sperare che Hillary Clinton sarebbe stata il prossimo presidente, anche se in seguito ha cambiato idea. Durante le primarie presidenziali del Partito Repubblicano del 2016, ha appoggiato prima Scott Walker e poi Jeb Bush. Nel maggio 2016, dopo che Walker e Bush si erano ritirati dalla corsa, Scaramucci ha aderito alla campagna politica di Donald Trump unendosi al "Trump Finance Committee". Nel novembre 2016, è stato nominato membro del comitato esecutivo del "Presidential Transition Team" dell'allora presidente eletto Trump.

### Assistente di Trump
Il 12 gennaio 2017, Scaramucci è stato nominato assistente del presidente Trump e direttore dell'Ufficio di collegamento pubblico e affari intergovernativi della Casa Bianca. Il 23 gennaio ha dichiarato alla rivista New York: "La cosa che ho imparato su queste persone a Washington è che non hanno soldi. Quindi quello che succede quando non hanno soldi è che scrivono su quale posto occupare. ... I fottuti membri del Congresso si comportano così. Sono dei fottuti idioti". Riguardo al lavoro a Washington, ha detto: "[...] questa è Washington. È così che operano. Cercano di caricaturizzarti e di disumanizzarti, in modo da farti perdere la voce. Volevano prendermi creando un'immagine pubblica di me che è drammaticamente diversa dalla realtà".
Scaramucci ha partecipato al World Economic Forum di Davos dal 16 al 17 gennaio 2017 in qualità di rappresentante del team di transizione di Trump. Parte della sua missione era rassicurare i partecipanti sulla futura amministrazione Trump. Al seguito del presidente cinese Xi Jinping, ha tenuto un discorso in cui ha messo in guardia contro il protezionismo e sostenuto il libero scambio.
Fox Business ha riferito il 31 gennaio 2017 che "la nomina ritardata di Scaramucci sottolinea alcune delle tensioni accumulate all'interno della Casa Bianca di Trump, poiché vari assistenti e consiglieri continuano a manovrare per mantenere ed espandere il loro potere". Secondo Politico il 31 gennaio 2017, con la nomina di Scaramucci ancora in attesa di approvazione da parte dell'"Office of Government Ethics" (OGE) degli Stati Uniti, il capo dello staff di Trump Reince Priebus ha chiamato Scaramucci "per dirgli che avrebbe dovuto ritirarsi". Hanno anche riferito che Priebus si è opposto alla nomina di Scaramucci a causa della partecipazione di Scaramucci in SkyBridge Capital. Diversi alti funzionari della Casa Bianca hanno messo in dubbio la motivazione dell'esistenza di qualsiasi faida interna nel ritardo nella nomina di Scaramucci; tuttavia, i funzionari hanno citato il lungo processo per concludere la vendita di SkyBridge come causa del ritardo nella sua nomina. La Reuters ha scritto il 1º febbraio che Scaramucci non avrebbe ottenuto l'incarico.
Il 6 marzo 2017, la Casa Bianca ha annunciato la nomina del fondatore di Ideagen ed ex amministratore delegato George Sifakis a direttore dell'"Office of Public Liaison", al posto di Scaramucci. Il 26 giugno 2017, tre giornalisti investigativi della CNN - Thomas Frank, Eric Lichtblau e Lex Haris - si sono dimessi dopo che la rete aveva ritrattato una storia che collegava Scaramucci a un fondo di investimento russo da 10 miliardi di dollari. La CNN ha chiesto scusa a Scaramucci (che ha accettato), sostenendo che la storia online (che è apparsa sul sito web della CNN ma non è stata trasmessa in televisione) non soddisfaceva i suoi standard editoriali.
A partire dal 19 giugno 2017, Scaramucci è stato nominato vicepresidente senior e direttore strategico della Export-Import Bank degli Stati Uniti. Inoltre si faceva il suo nome per un posto di ambasciatore presso l'Organizzazione per la cooperazione e lo sviluppo economico.

### Direttore delle comunicazioni della Casa Bianca
Il 21 luglio 2017, il presidente Donald Trump ha nominato Scaramucci direttore delle comunicazioni della Casa Bianca. L'annuncio diceva che Scaramucci avrebbe "riportato direttamente al Presidente" piuttosto che al capo dello staff della Casa Bianca, come aveva fatto il segretario stampa della Casa Bianca Sean Spicer. Il giorno in cui fu annunciata la nomina di Scaramucci, Spicer si dimise perché, ha scritto il New York Times perché "fortemente in disaccordo" su quella nomina. Anche il capo dello staff di Trump, Reince Priebus, ha avuto "veementi obiezioni" su quella assunzione. Il 26 luglio 2017, il giornalista Ryan Lizza ha riferito che Scaramucci lo aveva chiamato per cercare di identificare chi aveva fatto trapelare informazioni su un incontro al New Yorker. Durante la telefonata ha rivelato alcuni disaccordi con Priebus e il consigliere della Casa Bianca Steve Bannon. Scaramucci riteneva che la conversazione non fosse stata registrata.
Il 28 luglio furono annunciate le dimissioni di Priebus dalla carica di capo di stato maggiore. Sempre il 28 luglio, Trump ha nominato il generale in pensione John F. Kelly come suo nuovo capo di stato maggiore.
Il 31 luglio, Trump ha licenziato Scaramucci dal suo ruolo di direttore delle comunicazioni su raccomandazione di Kelly, il quale credeva che Scaramucci avesse perso la sua credibilità. Il mandato di Scaramucci di undici giorni è considerato il più breve nella storia per quella posizione insieme a Jack Koehler nell'amministrazione Reagan.

### Attività anti-Trump
Nel luglio 2019, Scaramucci aveva predetto che Trump avrebbe vinto "oltre 40 stati nel 2020", ma poco dopo si è rivoltato contro Trump, criticando fortemente gli attacchi di Trump contro le donne di colore definendole "razzisti e inaccettabili". Nell'agosto 2019 Scaramucci ha dichiarato di non sostenere più la campagna di rielezione di Trump.
Scaramucci ha citato la condotta di Trump durante le sue visite all'indomani delle sparatorie di massa a El Paso e Dayton; durante la visita di Trump a una El Paso in lutto, Trump ha attaccato i suoi avversari democratici, si è vantato delle dimensioni della folla al raduno ed è stato fotografato mentre faceva il gesto del "pollice in su" accanto a un bambino rimasto orfano nella sparatoria. Scaramucci ha detto che la visita di Trump è stata una "catastrofe" e che Trump "in realtà stava dissimulando un po', e sembra sempre più privo di senso". Scaramucci ha detto di essere rimasto un repubblicano registrato, ma di non poter sostenere Trump "perché è impazzito". Trump ha risposto con una serie di tweet attaccando Scaramucci.
Nel giugno 2020, Scaramucci si è unito a Matt Borges e altri noti agenti repubblicani per lanciare Right Side PAC, un super PAC che mira a impedire la rielezione di Trump a presidente e sostenere il suo avversario democratico, Joe Biden. Scaramucci fu consigliere del gruppo. È stato uno dei tanti altri ex funzionari di Trump ad appoggiare Biden.
Scaramucci ha ribadito il suo sostegno a Biden anche nel 2024.

## Opere
È l'autore di quattro libri:
- Goodbye Gordon Gekko: How to Find Your Fortune Without Losing Your Soul, 2010[64][65]
- The Little Book of Hedge Funds: What You Need to Know About Hedge Funds but the Managers Won't Tell You, 2012[66]
- Hopping Over the Rabbit Hole: How Entrepreneurs Turn Failure Into Success, 2016[67]
- Trump, the Blue-Collar President, 2018[68]